# Lille Lise
|  | Denne artikel er oprettet af botten PalnaBot ud fra en ekstern database. Den kan derfor have sproglige fejl eller mangler. Denne skabelon kan fjernes efter kontrol af indholdet. |

Lille Lise er en kortfilm fra 2005 instrueret af Benjamin Holmsteen efter eget manuskript.

## Handling
»Lille Lise« er en gyser om 4-5-årige Lise, der er vidne til, at hendes far slæber liget af hendes mor ud til familiens bil for at køre ud til en skovsø, hvor liget skal dumpes. Igennem flashbacks forstår vi, at moren og faren lå i skilsmisse, og at Lise har været vidne til højlydte skænderier og vold mellem forældrene. Filmen overbeviser i starten sit publikum om, at faren har slået moren ihjel og nu vil lade Lise lide samme skæbne. Men så vender fortællingen, og vi forstår, at alt ikke er, hvad det ser ud til. Filmen vandt en Robert for bedste kortfilm i 2006 og fik en Special Mention af ungdomsjuryen på BUSTER filmfestivalen 2006.